# Јункерс G.24
Јункерс G.24 је немачки тромоторни, вишеседи, нискокрилац авион, потпуно металне конструкције који се користио као путнички авион, лаки бомбардер и извиђач, између два светска рата.

## Пројектовање и развој
Хуго Јункерс је 1923. године саветовао свог главног пројектанта инж. Ернеста Циндела да размисли о већој верзији авиона Јункерс F 13 у циљу задовољења нарасталих потреба европских ваздухопловних компанија. Циндел је уз помоћ инж. Хермана Полмана, првобитно пројектовао једномоторну увећану верзију F 13. Међутим, због недостатка снажних мотора у Немачкој 1923. године (ограничење Версајским уговором), Циндел је морао да уместо једног мотора, нови авион G 23 опреми са три Јункерс L 2 мотора сваки снаге 145 kW. Због ограничења Версајским уговором Јункерс је морао да редукује снагу мотора авиону G 23, али је првобитни пројект овог авиона сада назван G 24 почео да производи у Шведској која није имала ограничења у погледу снаге мотора.

## Технички опис
Авион Јункерс G 24 је једнокрили, слободноносећи нисококрилни, вишеседи тромоторни авион мешовите конструкције. Два мотора су му уграђена у крила авиона а трећи се налази у носу (кљуну) трупа авиона. Оваква конструкција распореда мотора је постала уобичајена (стандард) за конструкцију транспортних и бомбардерских авиона тога времена. Ови авиони су углавном били опремљени јункерсовим моторима L-2, L-5 и моторима Јупитер.
Труп авиона G 24 је био правоугаоног попречног пресека, био је простран тако да се у њега без проблема могла сместити комплетна посада и путничка кабина са 9 путничких седишта. Носећа структура трупа авиона је била направљена као монокок конструкција, ребра у облику рама су била од дуралуминијума а облога од таласастог дуралуминијумског лима, причвршћена за рамове закивцима.
Крила су била дебелог профила а облик је био једнакокраки трапез са равним завршетком крила. Оса крила је била управна на осу трупа авиона. Конструкција крила је била од дуралуминијума а облоге од валовитог алуминијумског лима.
Стајни трап је био класичан фиксан са гуменим точковима и еластичном осовином. У вертикалним носачима стајног трапа били су уграђени амортизери. На крају репа авиона налазила се еластична дрљача. Уместо точкова лако су се могле монтирати скије или пловци.

### Варијанте авиона
- G 23 / G 24 / F 24 - путнички авиони.
- К 30 / R 24 / Југ-1 - борбени авиони.
- Хидроавиони - хидро варијанта путничких и војних авиона.

## Земље које су користиле авион Јункерс G 24
| - Авганистан - Аустрија - Бразил - Чиле - Финска - Грчка - Италија - Пољска | - Шпанија - Шведска - Швајцарска - Турска - СССР - Југославија - Немачка |

## Оперативно коришћење
Путничка варијанта авиона Јункерс G 24 је постигла велики успех у цивилном саобраћају. Око 20 авиона овог типа летело је у 10 земаља, а само у немачкој авио компанији Луфтханза је летело 26 авиона G.24. Готово све значајније линије ваздушног саобраћаја у Европи су биле покривене овим авионима који су на њима летели све до почетка Другог светског рата (1939).
Војне варијанте овог авиона су продати Немачкој, Чилеу (6), Шпанији (3), СССР-у (21) и Југославији (2). Авиони су били наоружани са 6 митраљеза калибра од 7,62 до 7,92 mm. Бомбардерска варијанта овог авиона К 30 је могла да понесе 500 kg бомби.

### Авион Јункерс G.24 у Југославији
Војно ваздухопловство Краљевине Југославије (ВВКЈ) је 1932 примило два G.24 који су коришћени уз остала два типа тромоторних бомбардера Дорније Do Y и Авиа Фокер F 39 . Иако кад су набављени већ били застарели поред улоге бомбардера вршили су и извиђачке, транспортне и задатке везе, а посебан значај су имали у обуци више генерација пилота за управљање вишемоторним авионима. Оба авиона остала су у употреби до почетка рата и уништена су на аеродрому Јасеница код Мостара априла 1941.